# Kostel Povýšení svatého Kříže (Kačice)
Kostel Povýšení svatého Kříže (polsky: Kościół Podwyższenia Krzyża Świętego) je historický dřevěný kostel v Kačicích, gmina Žibřidovice, okres Těšín, Slezské vojvodství, který je farním kostelem římskokatolické farnosti Povýšení svatého Kříže v Kačicích, děkanátu Holešov, diecéze bílsko-żywiecká. Kostel byl postaven před rokem 1620 v Ruptavě a sedmdesátých letech 20. století byl přenesen do Kačic. 
Dřevěný kostel je v seznamu kulturních památek Polska pod číslem 490/56 ze dne 2.11.1956 a 734/66 z 30. 12. 1966 a je součástí Stezky dřevěné architektury ve Slezském vojvodství. 

## Historie
Dřevěný kostel byl postaven před rokem 1620 v Ruptavě na místě původního kostela, na který odkazují první zmínky z roku 1447. Byl zasvěcen svatému Bartoloměji. V roce 1963 byla zřízena římskokatolická farnost v Kačicích, pro jejich bohoslužby sloužila kaplička. Farníci požádali o přenesení chátrajícího dřevěného kostela v z Ruptavy, kde byl postaven nový zděný kostel v roce 1949. V letech 1971–1972 byl dřevěný kostel přenesen do Kačic. Při nové stavbě byla změněna výška a šířka zvonové věže, zvonové patro bylo zmenšeno, na střeše kostela nebyl postaven původní sanktusník. Dne 25. června 1972 byl kostel nově zasvěcen Povýšení svatého Kříže. Farním kostelem je od roku 1976. 

## Architektura

### Exteriér
Dřevěný kostel je neorientovaná jednolodní roubená stavba obdélného půdorysu na kamenné podezdívce, zakončená kněžištěm s trojbokým závěrem. Ze severní strany je ke kněžišti přistavěna sakristie, k západnímu průčelí dřevěná zvonová věž. Střecha kostela je dvouhřebenová, sedlová, krytá šindelem. Kolem kostela jsou otevřené soboty, stěny kostela jsou pobity šindelem.

### Interiér
V lodi a kněžišti je plochý strop vyzdobený polychromií v roce 1974 (autoři: Jadwiga Smykowska, Adam Romaniuk a Grzegorz Zgrai). Na stropě jsou květinové motivy. V kněžišti je barokní hlavní oltář ze 17. století. Ve středu oltáře bylo původní tabernákulum nahrazeno obrazy (nyní) Výuka Marie z bočního oltáře, který byl inspirován dílem Petera Paula Rubense Anna Jáchym s Pannou Marií. Nad ním je umístěn obraz sv. Františka Xaverského a po bocích sochy sv. Jana Nepomuckého a sv. Ignáce z Loyoly. Na epištolní straně vedle oltáře je původní pozdně barokní tabernákulum. 
Na sponovém trámu je umístěno sousoší z první poloviny 18. století, které představuje adoraci ukřižovaného Krista.
Boční oltáře z 18. století jsou zasvěceny sv. Barboře a sv. Kateřině. Kruchta je podepřena čtyřmi dřevěnými sloupy. V kostele byly sochy dvanácti apoštolů z konce 14. století s modlitbou v českém jazyce na každé z nich. V kostele se nachází kamenná křtitelnice ve tvaru kalichu z první poloviny 17. století a kopie Piety, gotické plastiky z 15. století, kterou zhotovil v roce 1938 Eugeniusz Janota. Originál (datace 1430) je uložen v Arcibiskupském muzeu v Katovicích.

## Věž
Věž je dřevěná sloupové konstrukce na čtvercovém půdorysu. Zešikmené stěny jsou bedněné deskami a pobité šindelem, mimo bednění zvonového patra. Věž je zakončena osmibokou bání s otevřenou lucernou s malou kopulí. Nová báň věže byla provedena ve 20. století namísto původní jehlanové věže s lucernou a malou kopulí. V roce 1973 byl do zvonového patra zavěšen zvon sv. Antonín o hmotnosti 350 kg, který byl ulit v Ostravě.